# ヤーノシュ・ローラ
ヤーノシュ・ローラ（János Rolla、1944年9月30日 - 2023年12月）は、ハンガリーのヴァイオリン奏者、指揮者。
ケーテレクの生まれ。1957年から1962年までバルトーク音楽高等学校でマリア・シペルモフスキーにヴァイオリンを師事し、1963年からフランツ・リスト音楽院に進学してデーネシュ・コヴァーチのクラスに入った。在学中の1963年からフランツ・リスト室内管弦楽団に参加。1968年に音楽院を卒業し、翌年にはハンガリー放送主催のヴァイオリン・コンクールで三位入賞を果たした。1979年からフランツ・リスト室内管弦楽団の音楽監督を務める。
2023年12月7日に訃報が発表された。80歳没。